# Cristo Redentor de Sertãozinho
O monumento de Jesus Cristo da cidade de Sertãozinho é um monumento de Jesus. Possuí 18 metros de altura, e sua base está a 39 metros do chão.